# San Lorenzo F.C
La A.D. San Lorenzo F.C es un club de fútbol del cantón de Flores en Heredia, y que militó en la Segunda B y Segunda División del fútbol de Costa Rica.

## Historia
Fue unos de los primeros clubes de la Tercera División de Costa Rica en formarse. Fundado en 1940, el Club Spor River Plate, como se le llamó en aquel entonces; gana dos títulos de Liga Nacional de Filiales (3.ª. División) en 1966 y 1967.
En 1973 pierde la final intercantonal ante Santo Domingo en terceras divisiones.
Ya en 1976 y 1977, con el nombre de San Lorenzo F.C se convierten en los campeones Monarcas de Tercera División (2.ª. División de Ascenso) por Heredia.
Región Heredia. Los partidos del campeonato nacional por (CONAFA) más importantes e intensos, eran ante los clubes de Santo Domingo, A.D Yuba Paniagua, Deportivo San Pablo F.C, A.D Quesada, A.D Fraternidad de Santa Bárbara y A.D Floreña.
En 1979 el club lorenceño cambia su nombre al de A.D. San Lorenzo F.C y para diciembre de 1980 juega la cuadrangular final por COFA, donde logra el tercer lugar de Segunda División B de Ascenso, por la provincia de Heredia. Y es hasta el domingo 3 de octubre de 1982 que se juega la triangular final por CONAFA (Región Heredia) donde la A.D. Floreña logra clasificar a la ronda interregional, y San Lorenzo es líder absoluto.
En 1991 la Juvenil de la A.D. San Lorenzo logra el título cantonal y provincial; jugando la eliminatoria Interregional de Cuartas Divisiones de ANAFA.
Los otros clubes campeones fueron Club Atlético Corales del Caribe (Limón), A.D. Guajira, A.D. Siquirres, Instituto Tecnológico de Costa Rica (Cartago), Americana Junior, A.D. Municipal de P.Z, U.D. San Gerardo, San Josefino F.C, Real Deportivo Comunal de San Antonio (Alajuela), C. Deportivo La Virgen de Sarapiqui, A.D. Municipal Liberia, A.D. Nandayure, Esc. Deportiva de Esparta y la Juvenil de Parrita.
En 1997 ganan el título nacional de Primera División de ANAFA. Este club contó en sus épocas de gloria con futbolistas de la calidad de Antonio "toño" Morales, Sergio Ramírez y Alexis Ugalde "cafecillo", quienes jugaron en clubes de primera, segunda y tercera división.

### Jugadores del San Lorenzo F.C a inicios de los 70`s
El guardameta Horacio Víquez Hidalgo, Víctor Villegas Ugalde, Víctor Hugo Rodríguez Ugalde, Alexis Ugalde Víquez, Fabio Víquez Hidalgo, Guido Hidalgo Víquez, Fabio Arguedas Barrantes, entre otros.

### San Lorenzo en ANAFA
En el 2005 San Lorenzo le sede la franquicia a la A.D. Santa Bárbara para participar en la Primera División de ANAFA, para los campeonatos 2006-07, 2007-08 y 2008-09. Actualmente el club se encuentra participando en la Tercera División de LINAFA.

## Uniforme
- Uniforme titular: Camiseta blanca y rojo, pantalón rojo, medias rojas.
- Uniforme alternativo: Camiseta rayada rojo y blanco, pantalón rojo, medias rojas.

## Palmarés
- Liga Nacional Heredia (2): 1966-67

- Subcampeón Nacional de Tercera División Heredia   (2): 1973-78

- Campeón Nacional de Tercera División Heredia (3): 1976-77 y 1982

- Campeón Nacional de Cuarta División de ANAFA Heredia (1): 1991

- (Primera División de ANAFA) (1): 1997